# San Giovanni (Solagna)
San Giovanni, o San Giovanni ai Colli Alti, è una località del comune italiano di Solagna, in provincia di Vicenza.
È un piccolo nucleo abitato di recente formazione che si popola solo stagionalmente. Si colloca a nordest del capoluogo comunale, sull'altopiano dei Colli Alti, in posizione sopraelevata rispetto al Canale di Brenta e presso le pendici occidentali del Monte Grappa.

## Storia
San Giovanni è stata una frazione interessata dagli eventi della 1ª guerra mondiale.
Nei pressi della storica chiesa del 1700 dedicata a San Giovanni Battista è visitabile la Mostra Permanente 1915-1918 della Collezione "Roberto Favero" riferita ai combattimenti dei fanti del 91º e 92º reggimento fanteria della "Brigata Basilicata" e degli Arditi del IX Reparto D'Assalto del Maggiore Giovanni Messe e del Capitano Angelo Giuseppe Zancanaro.